# Kamýk (Bezdružice)
Kamýk (dříve německy Kamiegl) je malá vesnice, část města Bezdružice v okrese Tachov v Plzeňském kraji. Nachází se asi 4,5 kilometru západně od Bezdružic. V roce 2011 zde trvale žili čtyři obyvatelé.
Kamýk leží v katastrálním území Zhořec u Bezdružic o výměře 7,68 km².

## Historie
První písemná zmínka o vesnici pochází z roku 1115.

## Obyvatelstvo
Při sčítání lidu v roce 1921 zde žilo 58 obyvatel (z toho 26 mužů) německé národnosti a římskokatolického vyznání. Podle sčítání lidu z roku 1930 měla vesnice 62 obyvatel s nezměněnou národnostní a náboženskou strukturou.
| Rok            | 1869 | 1880 | 1890 | 1900 | 1910 | 1921 | 1930 | 1950 | 1961 | 1970 | 1980 | 1991 | 2001 | 2011 | 2021 |
| -------------- | ---- | ---- | ---- | ---- | ---- | ---- | ---- | ---- | ---- | ---- | ---- | ---- | ---- | ---- | ---- |
| Počet obyvatel | 61   | 53   | 55   | 46   | 51   | 58   | 62   | 35   | 27   | 17   | 11   | 10   | 6    | 4    | 4    |
| Počet domů     | 11   | 11   | 12   | 10   | 10   | 10   | 10   | 10   | 10   | 5    | 3    | 5    | 5    | 4    | 6    |

## Obecní správa
Při sčítání lidu v letech 1850–1963 Kamýk byl osadou obce Zhořec, se kterým patřil nejprve do okresu Teplá, ale v letech 1900–1930 v okrese Planá a v roce 1950 v okrese Stříbro. Od roku 1964 je částí města Bezdružice v okrese Tachov.

## Další fotografie

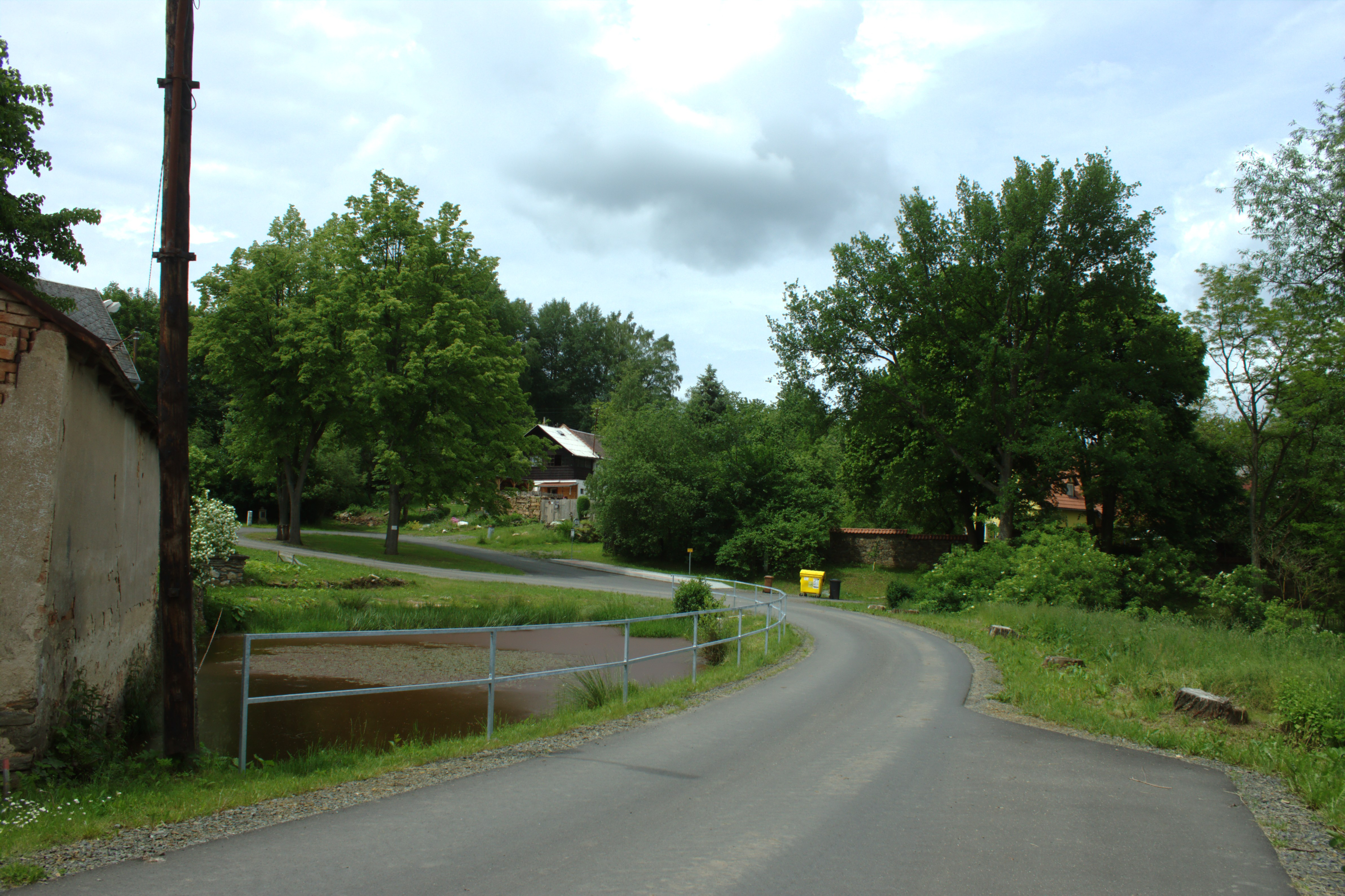
Náves
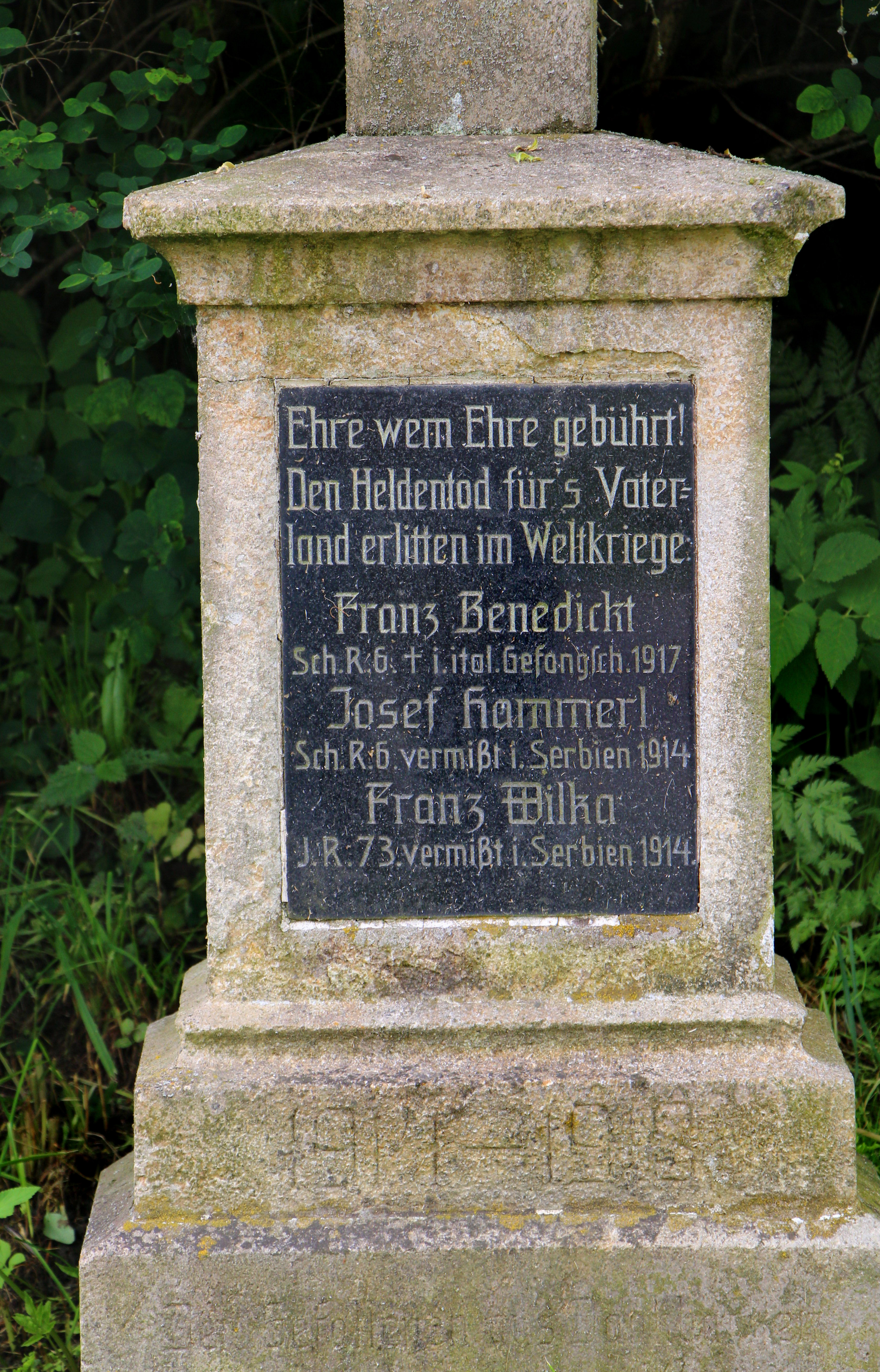
Památník místním obětem první světové války
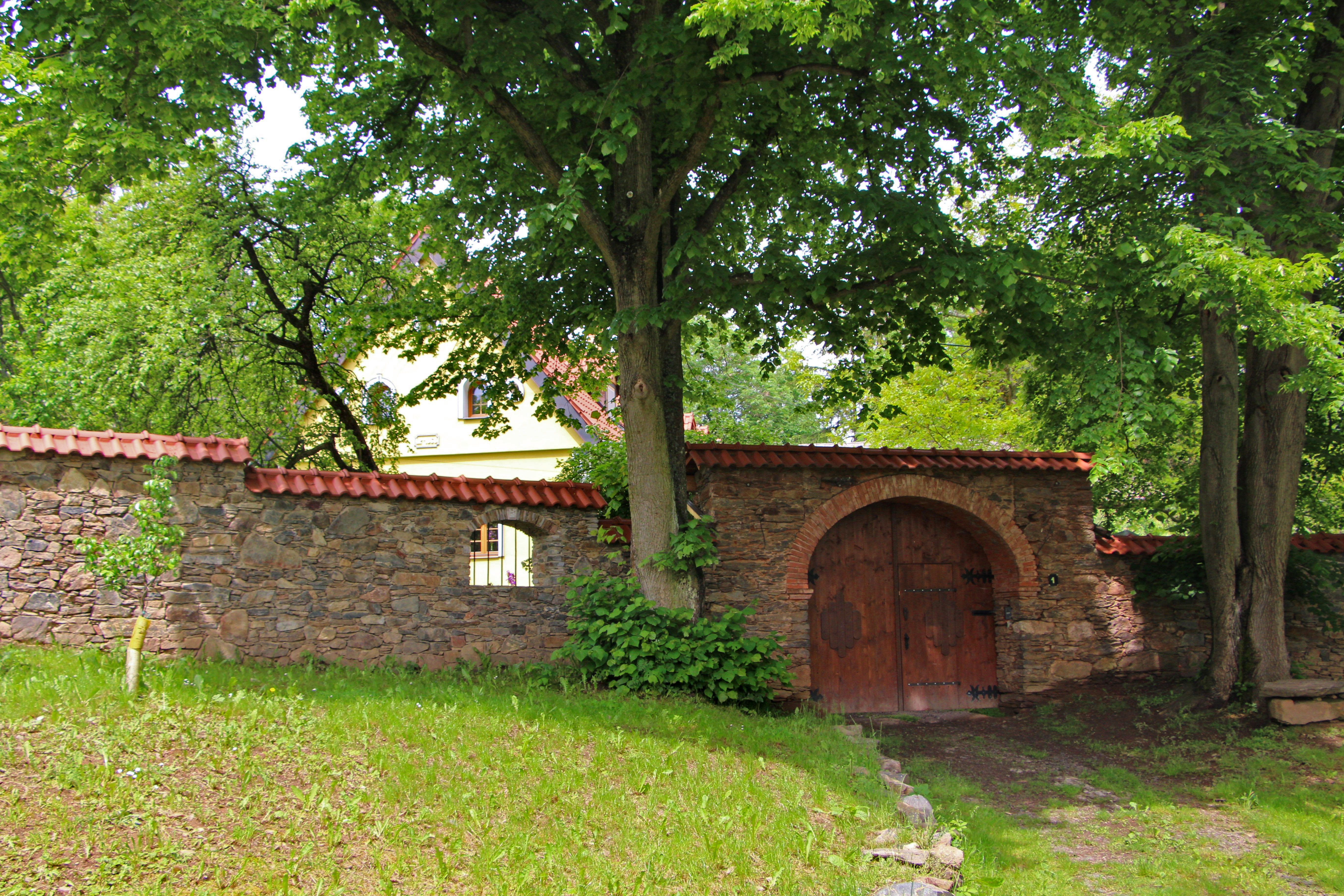
Brána k domu čp. 1
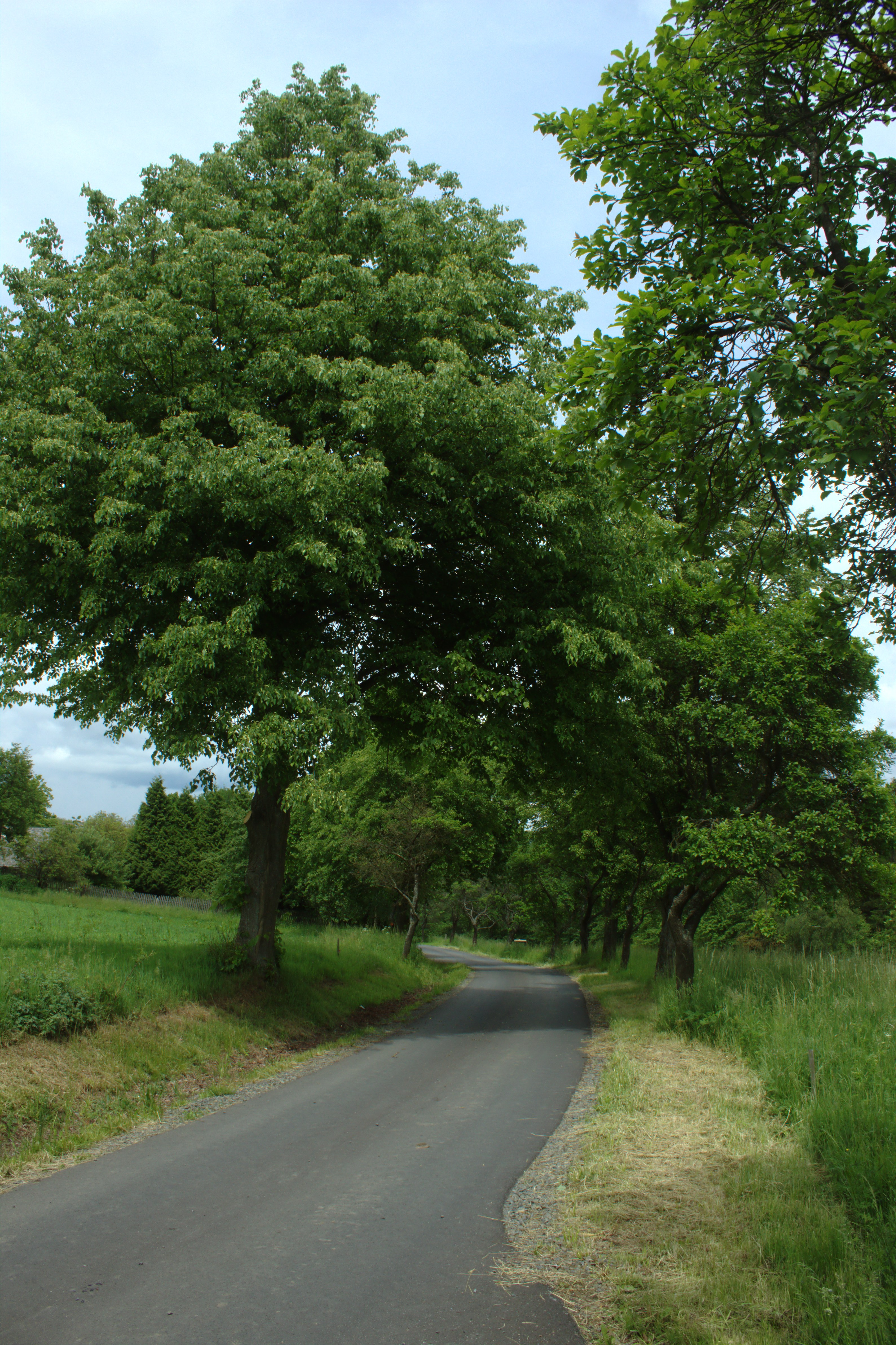
Příjezd k vesnici